# Operation Avalanche (Zweiter Weltkrieg)
1940–1945: Luftangriffe auf Italien
1940: Angriff auf Tarent
1943: Operation Husky (Lehrgang) – Waffenstillstand von Cassibile – Invasion in Italien (Baytown, Avalanche, Slapstick) – Fall Achse – Schlacht um Ortona
1944: Schlachten am Monte Cassino – Operation Shingle – Gotenstellung – Schlacht von Monte Castello
1945: Frühjahrsoffensive

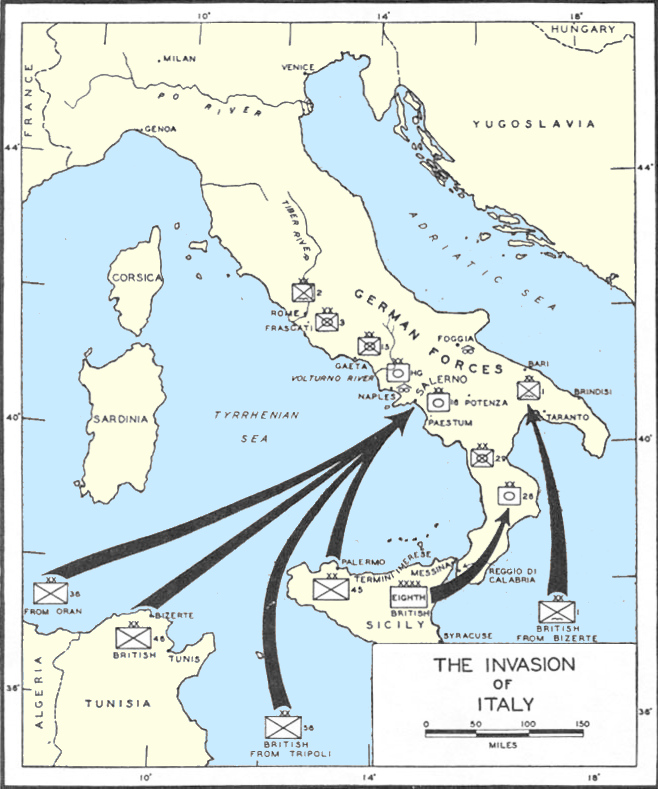
Landungen in Italien im September 1943

Operation Avalanche war der Codename für die Landung der Alliierten im Golf von Salerno am 9. September 1943, als Teil der Invasion des italienischen Festlands. Diese Operation wurde von der 5. US-Armee unter dem amerikanischen General Mark W. Clark durchgeführt. Die primären Ziele bestanden darin, den Hafen Neapels einzunehmen, um damit die eigenen Versorgungswege herzustellen und gleichzeitig die deutschen Streitkräfte aufzuspalten und nach Süditalien abzudrängen.

## Ausgangssituation
Die Alliierten begannen in Sizilien mit der siegreichen Operation Husky vom 10. Juli bis zum 17. August 1943 den Italienfeldzug. Italien hatte mit den Alliierten am 3. September den Waffenstillstand von Cassibile abgeschlossen und sich am 8. September offiziell aus dem Kriegsgeschehen zurückgezogen. Die Alliierten landeten dennoch in Gebieten, die von der deutschen Wehrmacht kontrolliert wurden. Damit die deutschen Truppen vom geplanten neuen Landungspunkt bei Salerno abgelenkt werden konnten, war die britische 8. Armee (General Bernard Montgomery) in der Operation Baytown bereits am 3. September mit ihrem XIII. Korps (GenLt. Miles Dempsey) bei Reggio an der Südspitze Kalabriens gelandet. Gleichzeitig mit der Landung der 5. US-Armee im Golf von Salerno wurde zusätzlich am 9. September am Hafen von Tarent die Operation Slapstick durch die britische 1. Luftlandedivision durchgeführt. Der deutsche Oberbefehlshaber in Italien, Generalfeldmarschall Albert Kesselring erwartete eine alliierte Hauptlandung bei Gaeta oder Salerno und zog starke Streitkräfte aus Kalabrien nach Norden bis zur „Gustav-Linie“ zurück.

## Die Landung bei Salerno

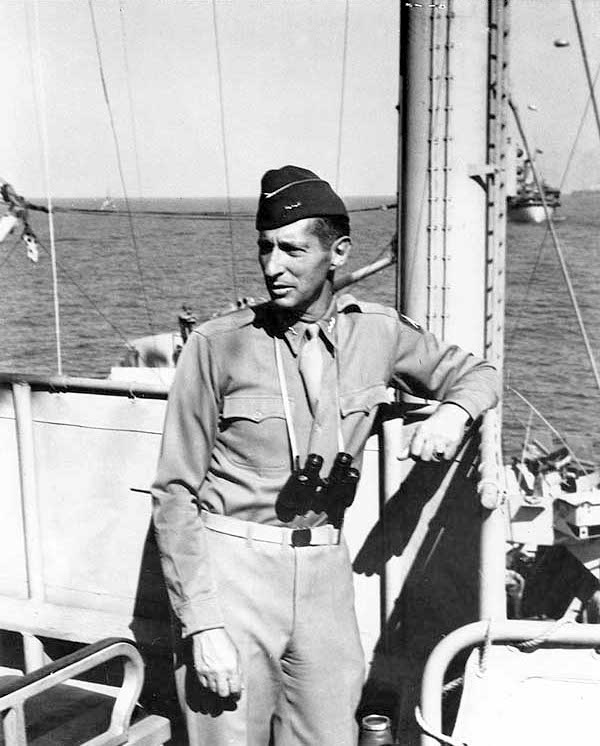
General Mark W. Clark an Bord der USS Ancon vor Salerno, 12. September 1943

Die 5. US-Armee landete am 9. September im Golf von Salerno gleichzeitig an vier Stellen. Die amphibische Leitung der Operation lag in der Hand des Rear Admiral Richard L. Conolly. Vor der Landung wurde von den Alliierten bewusst auf unterstützende Bombardements durch die Luftstreitkräfte verzichtet, das Überraschungsmoment hielt sich dennoch in Grenzen. Deutsche Einheiten waren bereits in den östlich davon gelegenen Hängen mit Artillerie und Maschinengewehrposten postiert. Im Nordabschnitt ließ Generalleutnant Clark die US-Ranger Force unter Oberstleutnant William O. Darby bei Maiori und die britische Commando Brigade unter Brigadegeneral Robert Laycock bei Vietri an Land gehen, um die dort liegende Bahnstrecke Neapel–Salerno in die Hand zu bekommen.
Die Hauptlandung aber erfolgte durch das britische X. Korps (Generalleutnant Richard McCreery) mit der 46. (Generalmajor John Hawkesworth) und der 56. Division (Generalmajor Douglas Graham) an der südlichen Küste von Salerno zwischen dem Picentino und Tusciano. Das VI. US-Korps (Generalmajor Ernest J. Dawley) landete um 3:30 Uhr die 36. Division (Generalmajor Fred L. Walker) im südlicheren Abschnitt bei Paestum; am nächsten Tag folgte die 45. Division (Generalmajor Troy H. Middleton) in den Landungskopf nach.

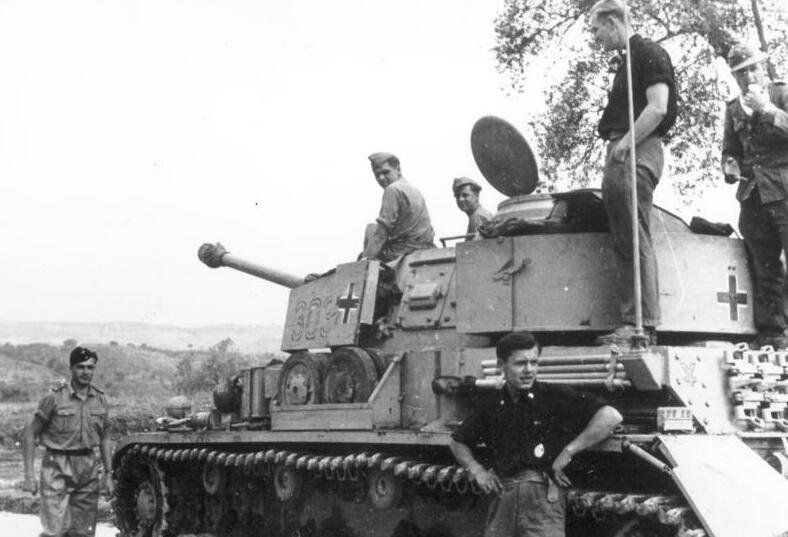
Italien, 1943. Besatzung eines Panzer IV der 16. Panzer-Division

Das Vorrücken der Alliierten wurde durch die starke deutsche Abwehr sehr erschwert; das flachere Strandgebiet und der Flugplatz von Montecorvino wurden aber von den Briten erfolgreich eingenommen. Als sich die ersten Amerikaner an der Küste von Paestum festgesetzt hatten, verkündete ein Sprecher der deutschen Seite auf Englisch „Geben Sie auf, Sie sind umzingelt!“ („Come on in and give up. We have you covered.“), was die US-Truppen nicht davon abhielt, ihre Angriffe planmäßig fortzusetzen. Um 7 Uhr morgens führte die deutsche 16. Panzer-Division unter Generalmajor Rudolf Sieckenius aus dem Raum Serre bereits einen ersten Gegenangriff (unter anderem mit mindestens 15 Panzerkampfwagen IV), der unter schweren Verlusten abgewehrt wurde.
Die Briten und auch die Amerikaner machten trotz Luftüberlegenheit und Einsatz der Schiffsartillerie nur langsam Fortschritte. Am Ende des ersten Tages lagen noch mehr als 10 km zwischen ihnen und erst am Ende des zweiten Tages vereinigten sie sich. Die US-Ranger-Brigade rang mit der Panzer-Division „Hermann Göring“ um den Besitz von Amalfi und sicherte sich nördlich davon auch den Chiunzi-Pass.
Zwischen dem 12. und 14. September organisierte die deutsche 10. Armee (Generaloberst Heinrich von Vietinghoff) einen starken Gegenangriff mit sechs Divisionen an motorisierten Truppen (Panzer-Division „Hermann Göring“ und 16. und 26. Panzer-Division sowie die 3., 15. und 29. Panzergrenadier-Division) – zusammen fast 600 Panzer und Selbstfahrlafetten – und hoffte, sie könnte noch verhindern, dass die amerikanischen und britischen Truppen weiter ins Landesinnere vorstießen. Die Höhe 424 bei Altavilla und Albanella wurde dabei zurückgewonnen und das VI. US-Korps zeitweilig hart bedrängt.

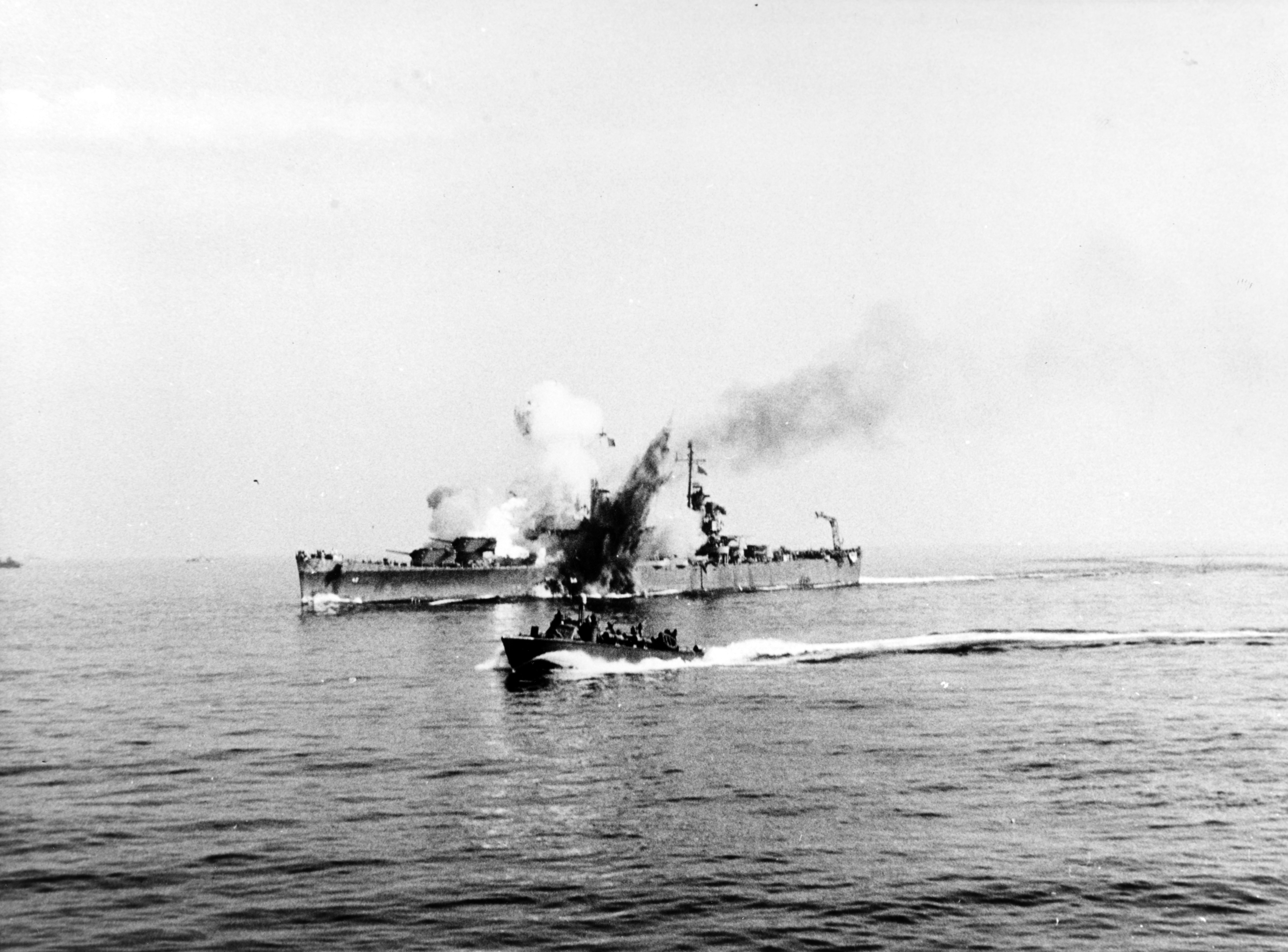
Gleitbombentreffer auf USS Savannah vor Salerno

Am Abend des 13. September sprangen 1300 US-Fallschirmjäger ab und in der nächsten Nacht weitere 1900 Soldaten. Die 82. Luftlande-Division (Generalmajor Matthew B. Ridgway) eroberte noch im Verlauf des Tages die Höhe 140 westlich von Albanella zurück.
Dies, der Einsatz der alliierten Bomberstreitkräfte sowie der Artillerie der Kreuzer Philadelphia und Boise sowie der Schlachtschiffe Warspite und Valiant unter Flottenadmiral Sir Andrew Cunningham brachte die deutschen motorisierten Verbände am 14. September zum Stehen.
Der Einsatz des deutschen Kampfgeschwaders 100 gegen die alliierten Kriegsschiffe mit den neuen Gleitbomben FX 1400 brachte einige Erfolge, die Kreuzer Savannah und Uganda mussten ebenso wie die Warspite schwer beschädigt zu Reparaturen abdrehen.
Der Gegenangriff der britischen 56. Division in Richtung auf Eboli eroberte Battipaglia; die nördlicher angesetzte 46. Division und die Commando-Brigade festigten ihre Positionen bei Salerno. Die Alliierten verzeichneten 2100 Tote, 4100 Vermisste und 7400 Verwundete.

## Folgen
Von den Alliierten mussten im Landungskopf anfangs schwere Verluste hingenommen werden, da ihre Truppen zu weit verstreut waren, um einem gezielten Angriff standhalten zu können. Bereits am 17. September wurde die Verbindung zwischen der aus Kalabrien nordwärts vorgehenden britischen 8. Armee mit den Amerikanern bei Paestum erreicht. Salerno selbst war fest in der Hand des britischen X. Korps.
Am 17. September trafen über See weitere Verstärkungen (1. US-Panzer-Division, 3. und 34. US-Division) ein, die bis zum 18. September den Landungskopf festigten und die Voraussetzung für den folgenden Ausbruch bildeten. Das Operationsziel der Alliierten, die Einnahme von Neapel, wurde von der 5. US-Armee am 1. Oktober 1943 erreicht.
Die deutschen Truppen zogen sich bis auf die sogenannte „Gustav-Linie“, ungefähr 100 Kilometer südlich von Rom, zurück (davor Volturno-, Barbara- und Bernhardt-Line).